# Robert Carew, 1. Baron Carew
Robert Shapland Carew, 1. Baron Carew KP (* 9. März 1787; † 2. Juni 1856) war ein britischer Adliger und Politiker.

## Herkunft und Ausbildung
Robert Carew war der einzige Sohn seines gleichnamigen Vaters Robert Carew und dessen Frau Anne Pigott. Sein Vater war ein anglo-irischer Grundbesitzer, der seit 1776 Abgeordneter im Irish House of Commons und ab 1803 im britischen House of Commons gewesen war. Carew besuchte von 1799 bis 1802 das Eton College und studierte 1804 am Christ Church College in Oxford. Vermutlich studierte er von 1807 bis 1808 auch an der University of Edinburgh.

## Tätigkeit als Abgeordneter im House of Commons
Nachdem sich sein Vater 1807 wegen seiner schlechten Gesundheit aus der Politik zurückgezogen hatte, kandidierte Carew bei der Unterhauswahl 1812 erfolgreich für das irische County Wexford. Im House of Commons schloss sich Carew keiner politischen Richtung an, sondern blieb ein unabhängiger Vertreter. Ab 1813 war er ein entschlossener Verfechter der Katholikenemanzipation. Daneben setzte er sich für weitere Belange seines irischen Wahlkreises ein, wobei er gelegentlich auch die Regierung unterstützte. Als es 1816 in Wexford zu Unruhen kam, war es seiner Vermittlung zu verdanken, dass diese unblutig beigelegt werden konnten. Die englische Verwaltung in Dublin betrachtete ihn aber trotzdem als politischen Gegner und versuchte bei der Unterhauswahl 1818 vergeblich, seine Wiederwahl zu verhindern. Auch bei der Wahl von 1820 wurde er unangefochten gewählt. Im House of Commons unterstützte er nun die oppositionellen Whigs gegen die Regierung von Lord Liverpool, deren Sparkurs sowie deren Wirtschafts- und Steuerpolitik er ablehnte. Ab 1822 setzte er sich für eine Wahlrechtsreform ein. Bei der Unterhauswahl 1826 verbündete er sich mit dem protestantischen Kandidaten James Stopford gegen den Whig-Kandidaten Arthur Chichester. Dafür wurde Carew von der katholischen Presse scharf kritisiert, doch schließlich verzichtete Chichester auf seine Kandidatur, so dass Carew unangefochten wiedergewählt wurde. Er setzte sich weiter engagiert für die Katholikenemanzipation ein, die schließlich 1829 vom Parlament beschlossen wurde. Nach dem Tod seines Vaters 1829 verzichtete er 1830 aus familiären Gründen auf eine erneute Kandidatur, ebenso bei der Wahl im Mai 1831. Im September 1831 wurde er zum ersten Lord Lieutenant für das County Wexford ernannt. Als es im gleichen Monat zu einer Nachwahl in Wexford kam, kandidierte Carew erneut und wurde ohne Gegenkandidaten gewählt.

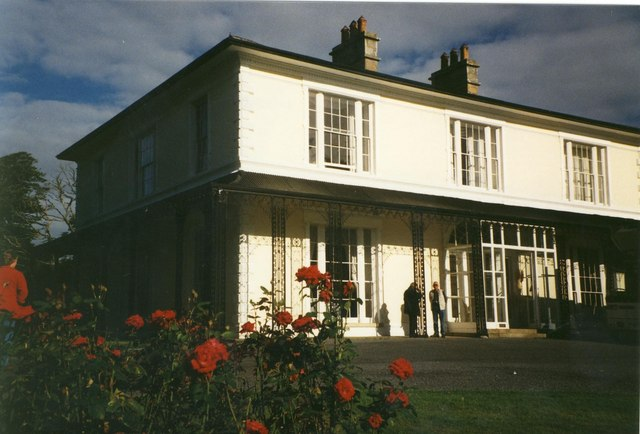
Das von Carew errichtete Woodstown House

## Erhebung zum Baron Carew und weiteres Leben
Bereits im Oktober 1831 verlangte er von Premierminister Lord Grey, bei der Schaffung neuer Peerwürden berücksichtigt zu werden, da seine Familie bereits seit 150 Jahren politisch aktiv sei. Bei der Unterhauswahl 1832 wurde er erneut wiedergewählt. Am 13. Juni 1834 wurde er in der Peerage of Ireland zum Baron Carew, of the County of Wexford, erhoben. Am 9. Juli 1838 wurde er zum Baron Carew, of Castleboro in the County of Wexford, in der Peerage of the United Kingdom erhoben, womit er auch Mitglied des House of Lords wurde. Am 18. November 1851 wurde er als Knight Companion in den Order of Saint Patrick aufgenommen.
Anstelle eines älteren Anwesens hatte Carew zwischen 1820 und 1825 Woodstown House bei Waterford im Regency-Stil erbauen lassen.

## Familie und Nachkommen
Am 16. November 1816 hatte Carew Jane Catherine Cliffe (1798–1801), eine Tochter von Anthony Cliffe, Gutsherr von New Ross, geheiratet. Mit ihr hatte er zwei Söhne und zwei Töchter:
- Robert Shapland Carew, 2. Baron Carew (1818–1881) ⚭ 1844 Emily Anne Philips († 1899);
- Hon. Anne Dorothea Carew (1823–1909) ⚭ 1851 John Davies Gilbert (1811–1854), Gutsherr von Trelissick in Cornwall und Eastbourne Manor in Sussex;
- Hon. Shapland Francis Carew (1827–1892) ⚭ 1858 Lady Hester Georgiana Browne († 1925), Tochter des Howe Browne, 2. Marquess of Sligo;
- Hon. Ellen Jane Carew (um 1829–1902) ⚭ 1846 Charles Glynn Prideaux-Brune (1821–1907), Gutsherr von Prideaux Place in Cornwall.

Sein ältester Sohn Robert erbte seinen Titel.